# Bandidas
Bandidas es una coproducción de Francia, México y Estados Unidos, de 2006, dirigida por los directores noruegos Joachim Rønning y Espen Sandberg. Protagonizada por Salma Hayek y Penélope Cruz en los papeles principales.
El guion está escrito por Luc Besson y Robert Mark Kamen.

## Argumento
María Álvarez (Penélope Cruz) es la bella hija de un campesino pobre. Al otro extremo del espectro social está Sara Sandoval (Salma Hayek) una guapa y altiva aristócrata que se ha educado en Europa y disfruta de los privilegios de una plácida existencia, sin privaciones de ninguna clase.
Las dos provienen de lados opuestos de la escala social y, en circunstancias normales, sus caminos probablemente no se hubiesen cruzado nunca. Pero el destino las une cuando una banda de pistoleros a sueldo, que trabajan para unos avariciosos barones del ferrocarril, atacan y asesinan a sus seres más queridos, para apropiarse de las tierras de sus respectivas familias. Los despiadados forajidos están capitaneados por el psicopático Tyler Jackson (Dwight Yoakam). El padre de Sara, don Diego Sandoval (Ismael 'East' Carlo) muere envenenado por Jackson. Afortunadamente el padre de María logra sobrevivir, gracias a la ayuda del cura párroco, el Padre Pablo (José María Negri). 
Empujadas por la necesidad, María y Sara forman de mala gana una alianza con la intención de hallar cumplida venganza. Consiguen que un ex bandolero y asaltante de bancos retirado, Bill Buck (Sam Shepard) las adiestre en el oficio. María muestra tener talento con el revólver, y Sara lo hace con su habilidad en el lanzamiento del cuchillo. Después de superar sus diferencias de carácter, Sara y María se convierten a su vez en asaltantes de bancos y prófugas de la ley. El dinero que consiguen va a dar a las víctimas empobrecidas y despojadas de sus terrenos por Jackson.
Enfurecido por el éxito de las Bandidas, Jackson emplea un investigador criminal, Quentin Cooke (Steven Zahn), para que logre capturarlas. Quentin comienza su trabajo en la habitación donde había muerto don Diego Sandoval, y pronto descubre cómo había ocurrido. Las Bandidas, al enterarse de su presencia, lo secuestran, lo seducen y logran que el investigador se pase a su lado. Quentin no tiene problemas en hacerlo ya que considera que su empleador, Jackson, era realmente un criminal.
El trío continúa con su misión, cada vez más ambiciosa. Al mismo tiempo, las chicas comienzan a competir por el afecto de Quentin, pero éste les dice que ya está comprometido con una chica, para contraer matrimonio.
El plan de los barones del ferrocarril empieza a fallar por efecto de las acciones del trío, y Jackson decide retirar el capital de respaldo en oro de todos los bancos, y regresarlo por ferrocarril a Estados Unidos, para de esta manera depreciar el dinero robado, dejándolo prácticamente sin valor. Las Bandidas deciden capturarlo y asesinarlo. Pero cuando logran capturarlo, no pueden matarlo porque sienten que las rebajaría al nivel moral de Jackson. Al darse cuenta, el bandolero casi logra disparar con su revólver a María, pero Sara se le adelanta y le liquida.
Al final, Quentin logra reunirse con su novia, y María y Sara deciden abandonar México, cabalgando al atardecer. Ambas tienen puestos los ojos en Europa, donde según Sara los bancos son más grandes.

## Reparto
- Salma Hayek - Sara Sandoval
- Penélope Cruz - María Álvarez
- Steve Zahn - Quentin Cooke
- Dwight Yoakam - Tyler Jackson
- José María Negri - Padre Pablo
- Audra Blaser - Clarissa Ashe
- Sam Shepard - Bill Buck
- Ismael 'East' Carlo - Don Diego Sandoval
- Edgar Vivar - Gerente de banco
- Humberto Elizondo - Gobernador

## Localizaciones
El rodaje se efectuó en los estados mexicanos de Durango y San Luis Potosí. En el Palacio de Zambrano, actual Museo Francisco Villa fue utilizado cerca del final del largometraje para representar la sede del Banco Nacional, el cual intentan asaltar las protagonistas. En Real de Catorce se filmó más de la mitad y otras escenas muy cerca de Matehuala.